# Ото фон Шверин (дипломат, 1645)
Ото фон Шверин „Млади“ (на немски: Otto von Schwerin „der Jüngere“; * 21 април 1645 в Берлин; † 8 май 1705 в Алтландсберг в Бранденбург) е граф на Шверин в Померания, таен съветник на Курфюрство Бранденбург-Прусия и дипломат.
Той е син на главния бранденбургски президент и таен съветник фрайхер Ото фон Шверин (1616 – 1679) и съпругата му Елизабет София фон Шлабрендорф (1620 – 1656), дъщеря на Манасе фон Шлабрендорф († 1688) и Мелусина фон Тюмен.
Той учи в Хале, през март 1660 г. в университет Хайделберг, 1662 г. в Лайден и 1664 г. във Франкфурт на Одер. През март 1665 г. той пътува през Холандия и Франция, след това през 1667 г. става хауптман на Рупин, 1668 г. съветник в дворцовия и камерния съд. Великият курфюрст Фридрих Вилхелм фон Бранденбург го изпраща на дипломатическа мисия в Дрезден, Хановер, Хайделберг, Лайпциг и Кведлинбург. През 1673 г. той става таен съветник и е изпращан често на преговори в Лондон. След смъртта на баща му той го наследява в камерния съд и на собственостите му. През 1683 и 1686 г. той е изпращан като пратеник при император Леополд I. През 1689 г. по съвет на курфюрста той е избран за катедрален пропст на Бранденбургския катедрален капител, остава такъв до смъртта си 1705 г.
Като наследствен кемерер той носи цептера при коронизацията на новия курфюрст Фридрих III. На 11 септември 1700 г. императорът го издига на имперски граф. На 12 юли 1701 г. той става рицар на ордена на Черния орел.

## Фамилия
Ото фон Шверин се жени 1668 г. за фрайин Ирмгард Мария фон Викрадт (* 28 април 1651; † 12 ноември 1730), дъщеря на фрайхер Вилхелм Томас Квадт цу Викерат († 1670) и Мария Торк, наследничка на Недерхемерт и Делвижнен († 1654). Те имат децата:
- Елизабет София фон Шверин (* 1 януари 1671), омъжена за фрайхер Конрад фон и цу Щрюнкеде
- Луиза Шарлота фон Шверин (* 25 януари/4 февруари 1672, Берлин; † 24 юли 1748, Волфс хаген), омъжена I. на 12 май 1691 г. за прусккия генерал фрайхер Йохан Зигизмунд фон Хайден († 22 октомври 1724), II. 1726 г. за Дионисиус Георг Йоахим фон Бланкенбург-Фридланд († 30 септември 1745, в битка)
- Отонета Вилхелмина фон Шверин
- Хедвиг Хенриета фон Шверин (* 5 юли 1675; † 1744), омъжена на 23 юни 1697 г. за фрайхер/граф Франц Леополд фон Шьонайх
- Карл фон Шверин (* 16 октомври 1676; † 30 октомври 1696)
- Фридрих Вилхелм фон Шверин (* 28 юли 1678, Берлин; † 6 август 1727, Валслебен), граф, женен I. на 17 декември 1704 г. за фрайин Шарлота Луиза фон Хайден (* 1678; † 11 април 1732), II. на 6 декември 1725 г. в Кьонигсберг за Амелия Луиза фон Дона-Шлобитен (* 22 май 1686, Стокхолм; † 23 септември 1757, Елбинг), вдовица на Ото Магнус фон Дьонхоф
- Ото фон Шверин (* 5 юни 1684, Берлин; † 2 януари 1745, Волфсхаген), граф, женен на 28 март 1723 г. в Берлин за бургграфиня и графиня Шарлота Елеонора Амалия Доротея фон Дьонхоф (* 24 септември 1703, Берлин; † 16 март 1762, Волфсхаген), дъщеря на Ото Магнус фон Дьонхоф (1665 – 1717) и Амелия Луиза фон Дона-Шлобитен (1686 – 1757),

## Произведения
- Leopold von Orlich: Briefe aus England über die Zeit von 1674 bis 1678 in Gesandtschafts-Berichten des Ministers Otto von Schwerin des Jüngern an den Großen Kurfürsten Friedrich Wilhelm. Reimer, Berlin 1837 (Volltext).